# Grundskolan i Norge
Grundskolan i Norge (på norska: Grunnskole) är den obligatoriska, 10-åriga skolan för barn i åldern från 6 till 15 år i Norge. Grundskolan omfattar alla sk. barne- och ungdomsskole (högstadier) i landet. Grundskoleutbildningen regleras av den norska lagen, "Opplæringslova". Kommunerna har ansvaret för driften av de offentliga grundskolorna, medan de så kallade friskolorna är privata, statstödda grundskolor (och videregående skolor) med avgift.
Grundskolan omfattar barneskolen, som har 1:a till 7:e årskurs fördelad på "småskolen" (årskurs 1-4) och "mellomskolen" (5-7), samt ungdomsskolen (8-10). De senaste åren har det blivit mer vanligt med så kallade 1-10-skolor. En rad nya skolor byggs med samlokalisering av alla årskurser från 1:an till 10:an, med gemensam rektor och lärarstab.
Grunnskole-avgangsprøver (slutprov) görs oftast vid slutet av 10:e skolåret men kan göras hur tidigt som helst så länge eleven är fritagit från vidare utbildning i grundskolans pensum i ämnet.

## Historik
Den nioåriga grundskolan infördes i Norge 1969. Den ersatte då den sjuåriga folkskolan samt skolorna mellan folkskolan och gymnasiet, det vill säga realskolan (som kvalificerade till gymnasiet) och framhaldsskolen (som inte kvalificerade till gymnasiet, men var ett mindre teoretisk alternativ till realskolan).
1997 infördes skolstart i Norge för barn det året de fyller sex år. Samtidig blev grundskolan tioårig. Innan dess började eleverna på första steg (årskurs 1) ett år senare, det vill säga som 7-åringar, och barneskolen omfattade därför årskurs 1 - 6, och ungdomsskolan omfattade årskurs 7 - 9. I samband med Reform 97 hoppade alla elever i skolan över ett år; om de gick i 5:an före reformen gick de i 7:an året efter. Alle skolelever som började på första året från 1988 till 1996 hoppade över ett år. Årskurs 1. trinn före 1997 motsvarar årskurs 2 efter 1997.